# Люхингер, Николас
Николас Люхингер (нем. Nicolas Lüchinger; 16 октября 1994, Оберрит, Швейцария) — швейцарский футболист, защитник клуба «Санкт-Галлен». Выступает за «Тун» на правах аренды.

## Карьера

### Клубная
Николас является воспитанником «Санкт-Галлена». В 2014 году защитник бы отдан в аренду в «Кьяссо», выступавший в Челлендж-лиге. 19 июля 2014 года Люхингер дебютировал в новом клубе, выйдя в стартовом составе на матч с «Ле-Моном». Всего в сезоне 2014/15 защитник провёл 25 матчей в чемпионате Швейцарии. 22 ноября 2015 года Николас отметился первым забитым мячом, открыв счёт во встрече с «Вилем».
Летом 2016 года Люхингер вернулся из двухгодичной аренды в «Санкт-Галлен», однако вскоре подписал контракт сроком на три года со «Сьоном». 10 августа 2016 года защитник провёл первый матч в Швейцарской Суперлиге.

### В сборной
Николас в период с 2012 по 2013 провёл 5 матчей за юношескую сборную Швейцарии.